# Округ Дел Норте (Калифорнија)
Дел Норте (енгл. Del Norte County) је округ у америчкој савезној држави Калифорнија.

## Демографија
По попису из 2010. године број становника је 28.610, што је 1.103 (4,0%) становника више него 2000. године.
| Група             | 2000.          | 2010.          |
| Белци             | 19.294 (70,1%) | 18.513 (64,7%) |
| Афроамериканци    | 1.184 (4,3%)   | 993 (3,5%)     |
| Азијати           | 637 (2,3%)     | 965 (3,4%)     |
| Хиспаноамериканци | 3.829 (13,9%)  | 5.093 (17,8%)  |
| Укупно            | 27.507         | 28.610         |